# Vénestanville
 Vénestanville  es una población y comuna francesa, en la región de Alta Normandía, departamento de Sena Marítimo, en el distrito de Dieppe y cantón de Bacqueville-en-Caux.

## Demografía
| 164 | 149 | 151 | 146 | 153 | 147 |
| Para los censos de 1962 a 1999 la población legal corresponde a la población sin duplicidades (Fuente: INSEE [Consultar]) |     |     |     |     |     |